# 曷思王
曷思王（?—?），是東扶餘君主金蛙王的第三子，帶素之三弟。公元22年，帶素被高句麗第三代君主大武神王率軍擊殺。帶素死後，当年四月，金蛙王第三子繼承了東扶餘王位。他逃至曷思水濱，殺死了出獵的海頭王，取其百姓，以曷思水濱建都，故号曷思王。大武神王的好童王子，就是曷思王孫女（大武神王之次妃）所生。

## 参照
- 扶餘國
- 三國史記　高句麗本紀 （页面存档备份，存于）

| 前任： 兄帶素 | 夫餘王 公元22年—66年 | 繼任： 孙都头王 |